# Clément Cartier
Pas d'image ? Cliquez ici

a Compétitions nationales et continentales officielles uniquement.

Dernière mise à jour le 28 décembre 2018.
Clément Cartier, né le 14 avril 1983, est un joueur de rugby à XV français qui évolue au poste de pilier au sein de l'effectif du Stade toulousain, de l'Union Bordeaux Bègles, du RC Narbonne, de l'Avenir valencien et de l'US Montauban.